# Computability in Europe
Computability in Europe est une association scientifique, et aussi le nom d'une série de conférences qu'elle organise.

## Objectifs
En tant qu’association, l'Association Computability in Europe (abrégée en ACiE) qui est une organisation internationale de mathématiciens, logiciens, informaticiens, philosophes, physiciens théoriciens et autres scientifiques intéressés par les nouveaux développements de la calculabilité et par leur signification sous-jacente pour le monde réel. L'association vise à élargir la compréhension et l'appréciation de l'importance des concepts et des techniques de la théorie de la calculabilité et à soutenir le développement d'une communauté multidisciplinaire dynamique de chercheurs axée sur les sujets liés à la calculabilité. L'ACiE se positionne à l'interface entre la recherche appliquée et la recherche fondamentale.

## Conférences
L'Association est issue d'une série conférences internationales annuelles intitulées Computability in Europe (CiE) dont la première s'est tenue à Amsterdam en juin 2005. Elles promeuvent le développement des sciences liées à la calculabilité, couvrant les mathématiques, l'informatique et les applications dans diverses sciences naturelles et de l'ingénierie telles que la physique et la biologie, et également l'étude de la philosophie et de l'histoire de l'informatique quand elle concerne les questions de calculabilité. Les conférences ont à chaque fois un thème principal.
- CiE 2005: New Computational Paradigms, Amsterdam, Pays-Bas
- CiE 2006: Logical approaches to computational barriers, Swansea, Pays de Galles
- CiE 2007: Computation and Logic in the Real World, Sienne, Italie
- CiE 2008: Logic and Theory of Algorithms, Athènes, Grèce
- CiE 2009: Mathematical Theory and Computational Practice, Heidelberg, Allemagne
- CiE 2010: Programs, Proofs, Processes, Ponta Delgada ( Açores ), Portugal
- CiE 2011: Models of Computation in Context, Sofia, Bulgarie
- CiE 2012: How the World Computes, Cambridge, Angleterre
- CiE 2013: The Nature of Computation: Logic, Algorithms, Applications, Milan, Italie
- CiE 2014: Language, Life, Limits, Budapest, Hongrie
- CiE 2015: Evolving Computability, Bucarest, Roumanie
- CiE 2016: Pursuit of the Universal, Paris, France
- CiE 2017: Unveiling Dynamics and Complexity, Turku, Finlande
- CiE 2018: Sailing Routes in the World of Computation, Kiel, Allemagne
- CiE 2019: Computing with Foresight and Industry, Durham, Angleterre
- CiE 2020: Beyond the Horizon of Computability, Salerne, Italie[3]
- CiE 2021: Gent, Belgique.

Le président du comité de pilotage est Florin Manea ; il était précédé de Benedikt Löwe (2005-2013) et d'Arnold Beckmann (2013-2016). Les actes des conférences sont publiées dans la série des Lecture Notes in Computer Science de Springer.

## L'association
L'Association Computability in Europe est née en 2003 d'un réseau de recherche appelé Computability in Europe (CiE) ; le mot Computability in Europe (CiE) est devenu le titre d'une série de conférences en 2005 et l'ACiE a été créée en 2008. L'association a été fondée à Athènes en 2008. Son président fondateur (de 2008 à 2015) était S. Barry Cooper ; son président actuel (en 2020) est Paola Bonizzoni et son secrétaire général actuel est Giuseppe Primiero . L'Association encourage le développement, en particulier en Europe, des recherches liées à la calculabilité, qui couvrent les mathématiques, l'informatique et les applications dans diverses sciences telles que la physique et la biologie. Cela comprend également la promotion de l'étude de la philosophie et de l'histoire de l'informatique en ce qui concerne les questions de calculabilité. L'ACiE est membre international de la Division Logique, Méthodologie et Philosophie des Sciences et Technologies (DLMPST / IUHPST).

### Organisation
L'association compte, début janvier 2020, 1366 membres. Elle est dirigée par un président épaulé par unconseil composé d'une douzaine de personnes. Les présidents successifs sont
- S. Barry Cooper (2008-2015)
- Dag Normann (2015-2016)
- Paola Bonizzoni (2016-2020)
- Elvira Mayordomo (2020-2022)

### Groupes d'intérêts spéciaux
L'Association compte trois groupes d'intérêt spéciaux (special interest groups): Women in Computability (WiC), Transfinite Computations (TraC) et History and Philosophy of Computing (HaPoC). Le special interest group WiC organise depuis 2007 un atelier Women in Computability, séminaire satellite de conférences CiE ; HaPoC organise également deux séries de conférences distinctes: Histoire et philosophie de l'informatique et Histoire et philosophie de la programmation.

### Prix S. Barry Cooper
En mémoire de son président fondateur S. Barry Cooper, l'Association a créé le Prix S. Barry Cooper qui est décerné à un chercheur qui a contribué « à une large compréhension et à une étude fondamentale de la calculabilité par des résultats exceptionnels, par l'élaboration d'une théorie fondatrice et durable ou par un service exceptionnel aux communautés de recherche impliquées ». En 2020, le premier lauréat S. Barry Cooper était Bruno Courcelle.

### Publications
L'ACiE édite une collection de livres intitulée Theory and Applications of Computability publiée par Springer (5 volumes parus en 2017), et la revue Computability publiée par IOS Press et indexée par DBLP.